# 고호경
고호경(1980년 4월 13일 ~ )은 대한민국의 전 가수이자 전 배우이다.

## 생애

### 주요 이력
1996년 광고 모델로서 정식 데뷔하였고 그 해 1996년 SBS 서울방송 TV 시리즈에 첫 출연하였다.

## 학력
- 서울대현초등학교
- 진선여자중학교
- 안양예술고등학교
- 서울예술대학교 연극학과

## 연기 활동

### 드라마/시트콤
| 연도 | 방송사 | 제목                                       | 배역      | 비고 |
| ---- | ------ | ------------------------------------------ | --------- | ---- |
| 1996 | SBS    | 도시남녀                                   |           |      |
| 1998 | MBC    | 대왕의 길                                  | 숙빈 임씨 |      |
| 1998 | MBC    | 전원일기                                   |           |      |
| 1998 | MBC    | 남자 셋 여자 셋                            |           |      |
| 1998 | SBS    | LA아리랑                                   |           |      |
| 1998 | SBS    | 순풍산부인과                               |           |      |
| 1998 | MBC    | 여자 대 여자                               | 황보배    |      |
| 1998 | MBC    | MBC 베스트극장 - 그와 함께 타이타닉을 보다 |           |      |
| 1998 | KBS2   | KBS 전설의 고향 - 방울소리                 | 난이      |      |
| 1999 | MBC    | 청춘                                       | 원미      |      |
| 1999 | KBS2   | 학교 2                                     | 배유미    |      |
| 2000 | MBC    | 세 친구                                    |           |      |
| 2000 | SBS    | 골뱅이                                     |           |      |
| 2001 | MBC    | 길모퉁이                                   |           |      |
| 2001 | SBS    | SBS 오픈드라마 남과여 - 꽃다방 순정        |           |      |
| 2001 | KBS2   | KBS 드라마시티 - 도시괴담 '비명'           |           |      |
| 2001 | MBC    | 연인들                                     | 고호경    |      |
| 2003 | KBS2   | KBS 드라마시티 - 윌리엄을 위하여           | 나리      |      |
| 2003 | MBC    | MBC 베스트극장 - 이발사의 첫사랑           |           |      |
| 2003 | MBC    | 귀여운 여인                                | 윤기주    |      |
| 2003 | KBS2   | KBS 드라마시티 - 쑥과 마늘에 관한 진실     | 민지      |      |
| 2004 | MBC    | 한뼘드라마 - 사랑의 기쁨                   |           |      |
| 2011 | tvN    | 원스 어폰 어 타임 인 생초리                | 유혜린    |      |

### 영화
| 연도 | 제목        | 배역      | 비고     |
| ---- | ----------- | --------- | -------- |
| 1998 | 조용한 가족 | 미나      |          |
| 2000 | 반칙왕      |           | 우정출연 |
| 2000 | 하면 된다   | 친척 가족 | 특별출연 |
| 2003 | 역전에 산다 | 선주      | 우정출연 |
| 2005 | 몽정기 2    |           | 특별출연 |

## 음반 활동
- 1집 《Growing Up》(1999년 7월 14일)
- 2집 《Goodwill》(2000년 6월 14일)